# Autonomous spaceport drone ship

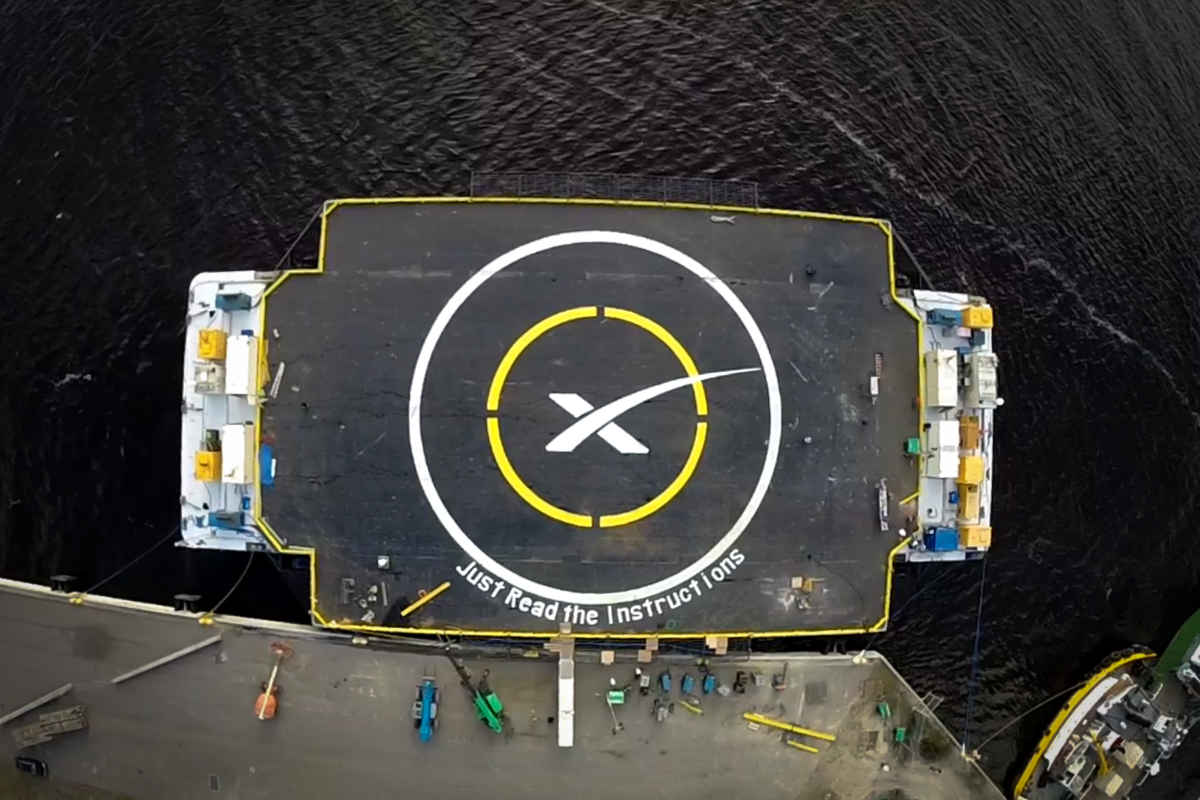
ASDS JRti у порту

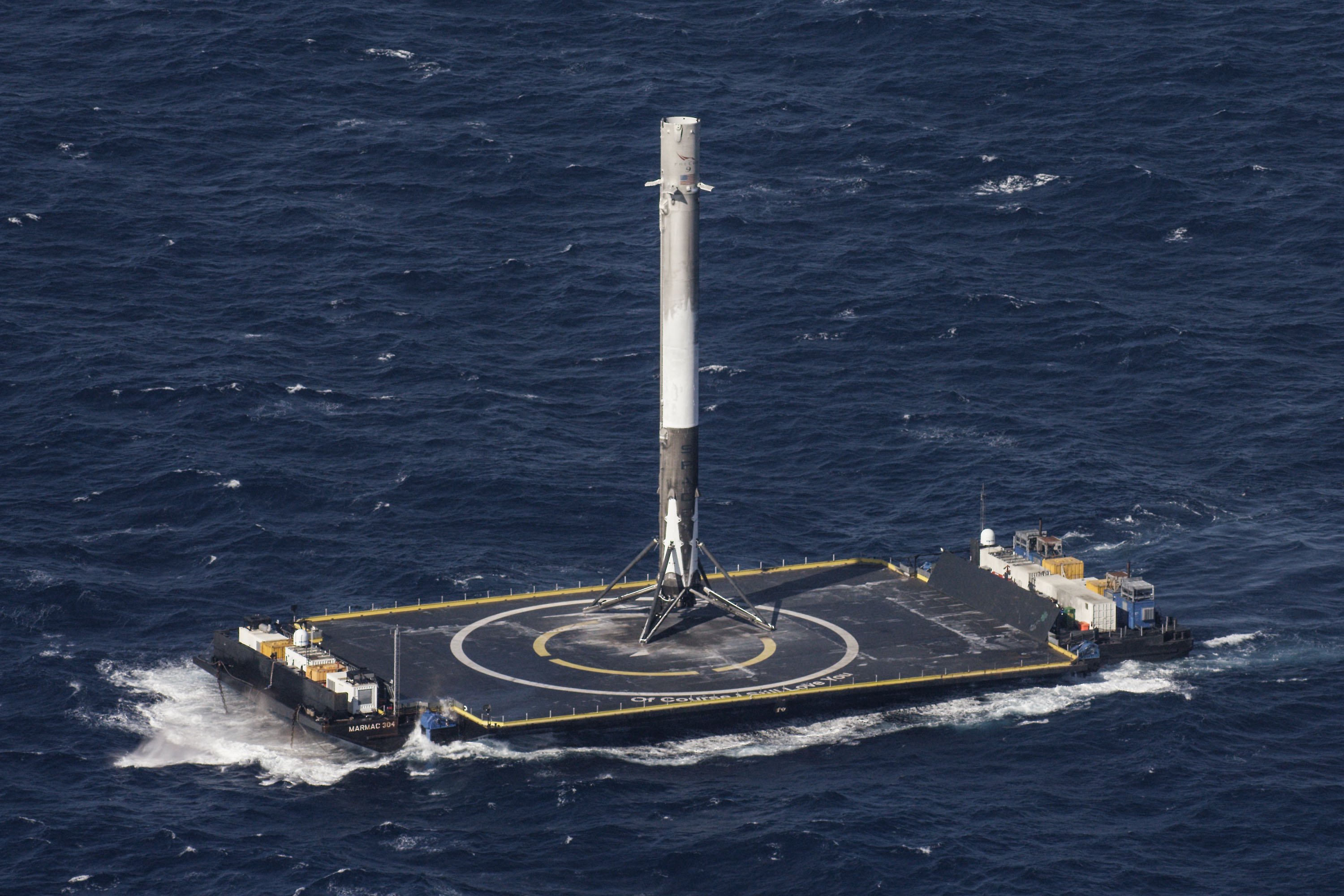
1-й ступінь ракети Falcon 9 здійснив посадку на плаваючий в океані майданчик ASDS

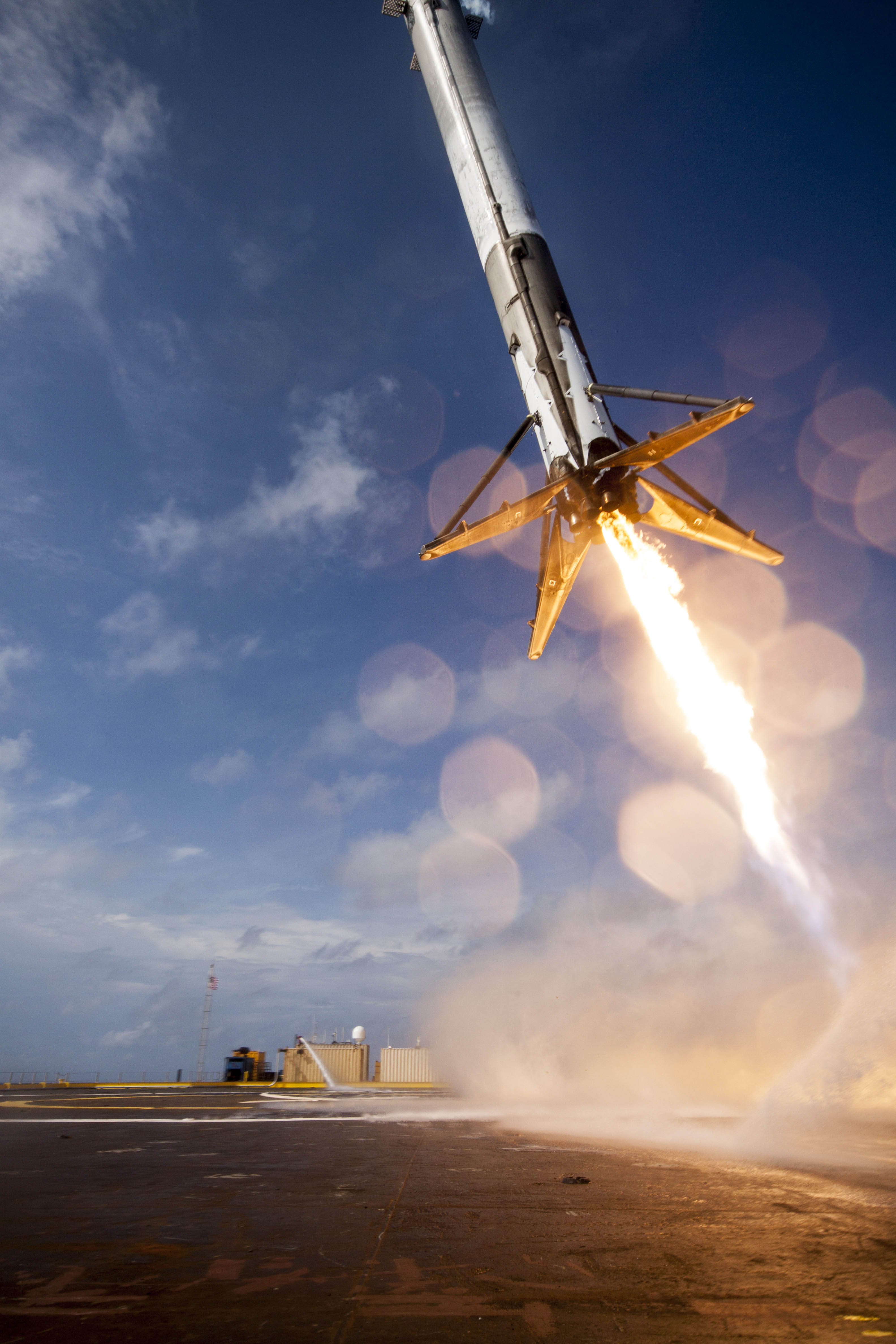
Перший ступінь РН Falcon 9 v1.1 місії CRS-6 наближається 14 квітня 2015 року до Just Read the Instructions в Атлантичному океані

Автономний безпілотний корабель-космопорт (англ. Autonomous spaceport drone ship ASDS) — плавуча океанічна платформа, яку використовує компанія SpaceX для посадки першого ступеню поточних ракет сімейства Falcon, якщо пального бракує для повернення на один зі стаціонарних посадкових майданчиків на землі.
|                     | ASDS «Just Read the Instructions» | ASDS «Of Course I Still Love You» | ASDS «A Shortfall Of Gravitas» |
| ------------------- | --------------------------------- | --------------------------------- | ------------------------------ |
| Посадок             | 45 (42 успішних)                  | 63 (56 успішних)                  | 24 (24 успішних)               |
| Перша посадка       | 10 січня 2015, CRS-5, невдача     | 4 березня 2016, SES-9, невдача    | 29 серпня 2021, CRS-23, успіх  |
| Перша вдала посадка | 14 січня 2017, Iridium NEXT 1     | 8 квітня 2016, CRS-8              | 29 серпня 2021, CRS-23         |
| Остання посадка     | 26 листопада 2022                 | 28 жовтня 2022                    | 20 жовтня 2022                 |

У 2009 році генеральний директор SpaceX Ілон Маск озвучив амбіції щодо «створення парадигми змін у традиційному підході для повторного використання ракетного обладнання», що мало на меті суттєво знизити вартість польотів у космос. З'ясувалося, що більша частина місій SpaceX або є рейсами на геостаціонарну орбіту, або ж є такими, коли швидкість руху 1-го ступеня не дає змоги «дотягнути» до стаціонарного майданчика для приземлення, і необхідна посадка на морі.
Тому у жовтні 2014 року компанія SpaceX публічно оголосила про підписання контрактів із суднобудівним заводом Луїзіани з метою створення плавучої платформи для посадки багаторазових орбітальних ракетоносіїв. Попередня інформація показала, що ця платформа, побудована з використанням палубної баржі MIROMAC 303 (і 304), буде мати посадковий майданчик розміром приблизно 91х52 x6 метрів і зможе точно утримувати свою позицію на поверхні океану, що конче необхідно для посадки 1-го ступеня ракети-носія. На безпілотному кораблі встановили спеціальну систему подачі води, щоб захистити палубу від вогню і жару від двигунів 1-го ст. при посадці. ASDS оснащена чотирма азимутальними двигунами, а також навігаційною системою GPS. Це дозволяє їм здійснювати позиціювання в океані з похибкою до 3 м, навіть під час негоди. Позаяк, ASDS — безпілотна, вона не має екіпажу. Платформа може функціонувати як в автономному режимі, так і керуватися дистанційно, з корабля підтримки. Під час посадки 1-го ступеня ракети, корабель підтримки з обслуговим персоналом знаходиться на безпечній відстані від ASDS. Потім платформа із закріпленим на ній 1-м ступенем доставляється у відповідний порт, де, за допомогою спеціального підіймального крана, 1-й ступінь знімається і транспортується в ангар для огляду і можливого ремонту. Після цього він готовий до повторного використання.
У центрі посадкового майданчика зображена стилізована компанією SpaceX літера «X», що позначає місце «приземлення».
ASDS «Just Read the Instructions» (Просто прочитай інструкції) швартувався у порту Лос-Анджелеса і використовувався для посадки у Тихому океані перших ступенів ракет, що запускалися із авіабази Ванденберг. Навесні 2020 переведений на Східне узбережжя. ASDS «Of Course I Still Love You» (Я все ще кохаю тебе) швартується у порту Канаверал і використовується для посадки в Атлантичному океані прискорювачів ракет Falcon 9, чи Falcon Heavy, що запускаються з бази ВПС США на мисі Канаверал, або із КЦ Кеннеді.
12 лютого 2018 року Маск повідомив, що вже будується третя платформа взагалі та друга для Східного узбережжя під назвою «A Shortfall of Gravitas». На неї здійснюватимуть подвійну посадку бокові прискорювачі Falcon Heavy та перші ступені Falcon 9, що спускатимуться з великої висоти.
Ілон Маск вигадав такі чудернацькі назви для ASDS, прочитавши фантастичну новелу Ієна Бенкса «Гравець ігор» із циклу творів «Культура».
Після численних тестувань ASDS та імітацій процесу посадки, 10 січня 2015 року після вдосконалення конструкції ракети Falcon 9 (яка в той день успішно здійснить місію CRS-5), була здійснена перша посадка на плавучу платформу «JRtI». Але, на жаль, замість вертикального і плавного «приземлення» 1-й ступінь під нахилом на великій швидкості лише чургикнув по майданчику і, палаючи, випав за борт в океан. Причиною невдачі було названо недостатню кількість робочої рідини в незамкненій гідравлічній системі решітчастих плавників, що закінчилася безпосередньо перед посадкою.
17 січня 2016 року також сталася невдача. 1-ий ступінь ракети Falcon 9 Full Thrust (відбувався 21-й її запуск у космос) вивів на орбіту супутник Jason-3 і повернувся на ASDS у Тихому океані. Однак після контакту з посадковим майданчиком одна з опор не витримала, і ракета впала та вибухнула.
Але вже провадячи 23-й запуск ракети, 8 квітня 2016 року після успішного здійснення місії SpaceX CRS-8 (з виходом на геоперехідну орбіту, вперше здійснено повернення і м'яку посадку 1-го ступеня ракети-носія Falcon 9 FT на плавучу платформу «Of Course I Still Love You», яка відпливла в океан так, що відстань між нею і стартовим майданчиком склала 660 км.
30 березня 2017 року (32-й старт ракети) уперше було здійснено повторний запуск 1-го ступеня Falcon 9 FT, що вже запускали 8 квітня 2016 року. Після старту він вже вдруге успішно повернувся на ASDS «OCISLY».
У липні 2017 з'явилася інформація, що в Норвегії наприкінці 2018 року запустять перший вантажний корабель, що зможе рухатися без екіпажу. На що Ілон Маск на своїй сторінці у Твіттер відповів глумливим «Umm…» і виклав фото, де зображено ASDS, що пливе океаном.
Докладний список посадок на плавучі платформи можна знайти у Спискові запусків Falcon 9 та Falcon Heavy.